# Alexandr I. Skotský
Alexandr I. (1078? – 23. duben 1124) byl král Skotska (Alby). Pocházel z dynastie Dunkeldů, byl čtvrtým synem skotského krále Malcolma III. a jeho ženy Markéty.

## Život
Byl následníkem svého bratra Edgara, který nezanechal potomky, a na skotský trůn nastoupil po jeho smrti roku 1107. Podle Edgarova přání jeho bratr David obdržel půdu na jihu Skotska v rozsahu původního království Strathclyde. To byl výsledek předchozí dohody mezi Edgarem, Alexandrem, Davidem a anglickým králem Jindřichem I. Nicméně roku 1113 David, zřejmě za Jindřichovy podpory, požadoval a obdržel další panství v Lothianu. Tyto oblasti ale i tak podléhaly v konečném důsledku Alexandrovi.
Spory o východní hranice neměly vliv na vztahy mezi skotským a anglickým panovníkem. Roku 1114 se Alexandrova vojska připojila k Jindřichově armádě v tažení do Walesu. Alexandr se oženil s Jindřichovou nelegitimní dcerou Sibylou někdy mezi roky 1107 až 1114 (přesné datum není známo). Neměli spolu děti a Sibyla zemřela v červenci 1122.
Podobně jako jeho bratři Edgar a David byl i Alexandr velmi zbožný. V St Andrews vyčlenil pozemky pro stavbu augustiniánské převorství, které mělo vzdávat hold jeho manželce.
Zemřel v dubnu 1124 na hradě Stirling a jeho nástupcem na skotském trůnu se stal jeho bratr David.